# Église de l'Intercession de Saint-Pétersbourg
Pour les articles homonymes, voir Église de l'Intercession.
L'église de l'Intercession (en russe : Покровская церковь) est une église orthodoxe russe située sur la rue Borovaya à Saint-Pétersbourg.

## Histoire
L'église a été construite dans les années 1890-1897 par l'architecte Nikolai Nikitich Nikonov pour une confrérie diocésaine fondée en 1883. Cette confrérie s'est fixé pour objectif de promouvoir la foi orthodoxe à travers, entre autres, l'éducation religieuse et morale, la création d'écoles paroissiales et de bibliothèques, la publication de littérature et d'écrits religieux et l'organisation de chorales paroissiales. Le bâtiment de l'église est devenu un centre d'éducation religieuse et les activités et services ont été célébrés en russe, anglais, allemand et letton.
La très belle église est devenue un représentant typique de l'architecture appelée « style russe » dans la 2e moitié du XIXe siècle.
Après sa fermeture forcée en 1935, le bâtiment commença à se détériorer. Le clocher a été en grande partie démoli et le bâtiment de l'église a été dépouillé de ses coupoles. Les dégâts de guerre et les abus industriels du bâtiment ont accéléré le processus de destruction.
Le bâtiment a été cédé à un groupe de baptistes évangéliques en 1989.
En 2012, l’Église de l’Intercession est revenue à l’Église orthodoxe russe. Le bâtiment de l'église a perdu une grande partie de son aspect d'origine et la plupart de sa décoration. Une étude détaillée des quelques images de l’église peut fournir des informations suffisamment précises pour la reconstruction du bâtiment de l’église.

### Restauration
Les travaux d’urgence prioritaires ont commencé en 2016. Fin décembre 2018, l’établissement public d’État « Direction pour les travaux de réparation et de restauration des monuments historiques et culturels » a lancé un appel d’offres public pour la restauration et la reconstruction des cinq dômes de l’église. Au cours de l’année 2019, ont été effectués les travaux de reconstruction des cinq dômes. Le 7 décembre 2019, quatre petits dômes et un grand dôme ont été installés sur le toit principal de l’église de l’Intercession. En 2023, les travaux de restauration des coupoles de l’église de l’Intercession, de la tour-clocher et du décor des façades ont été achevés.

## Galerie

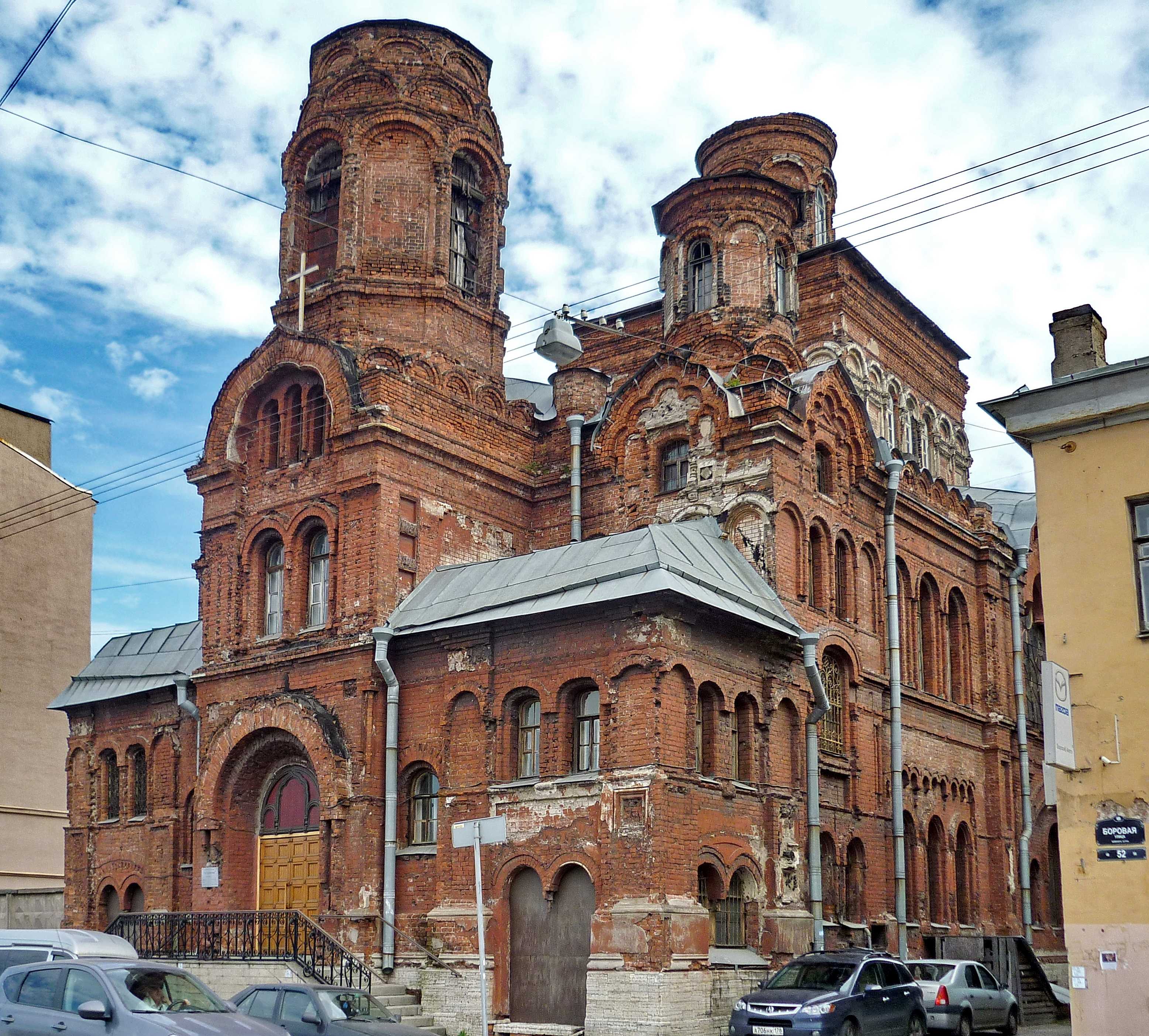
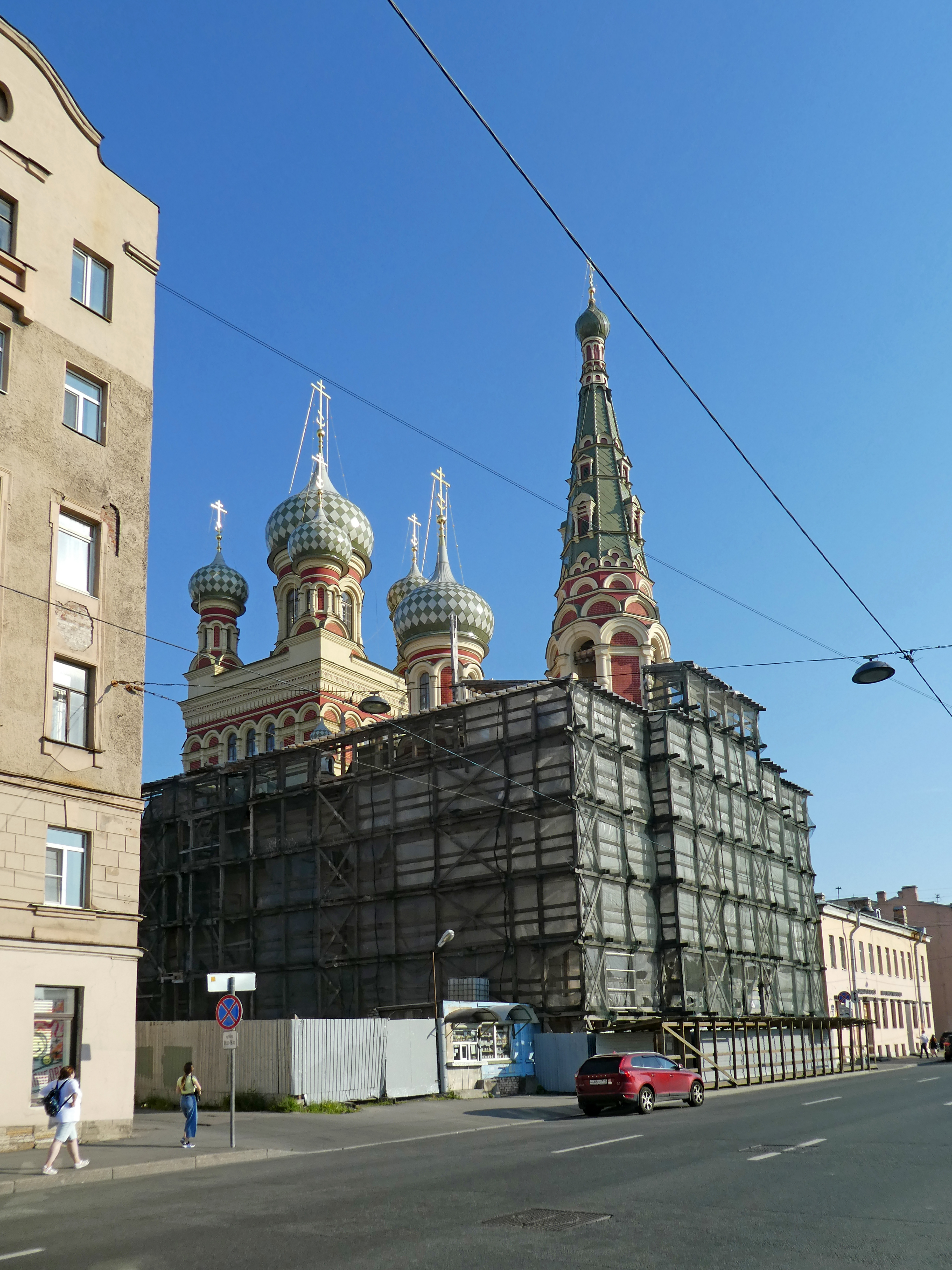
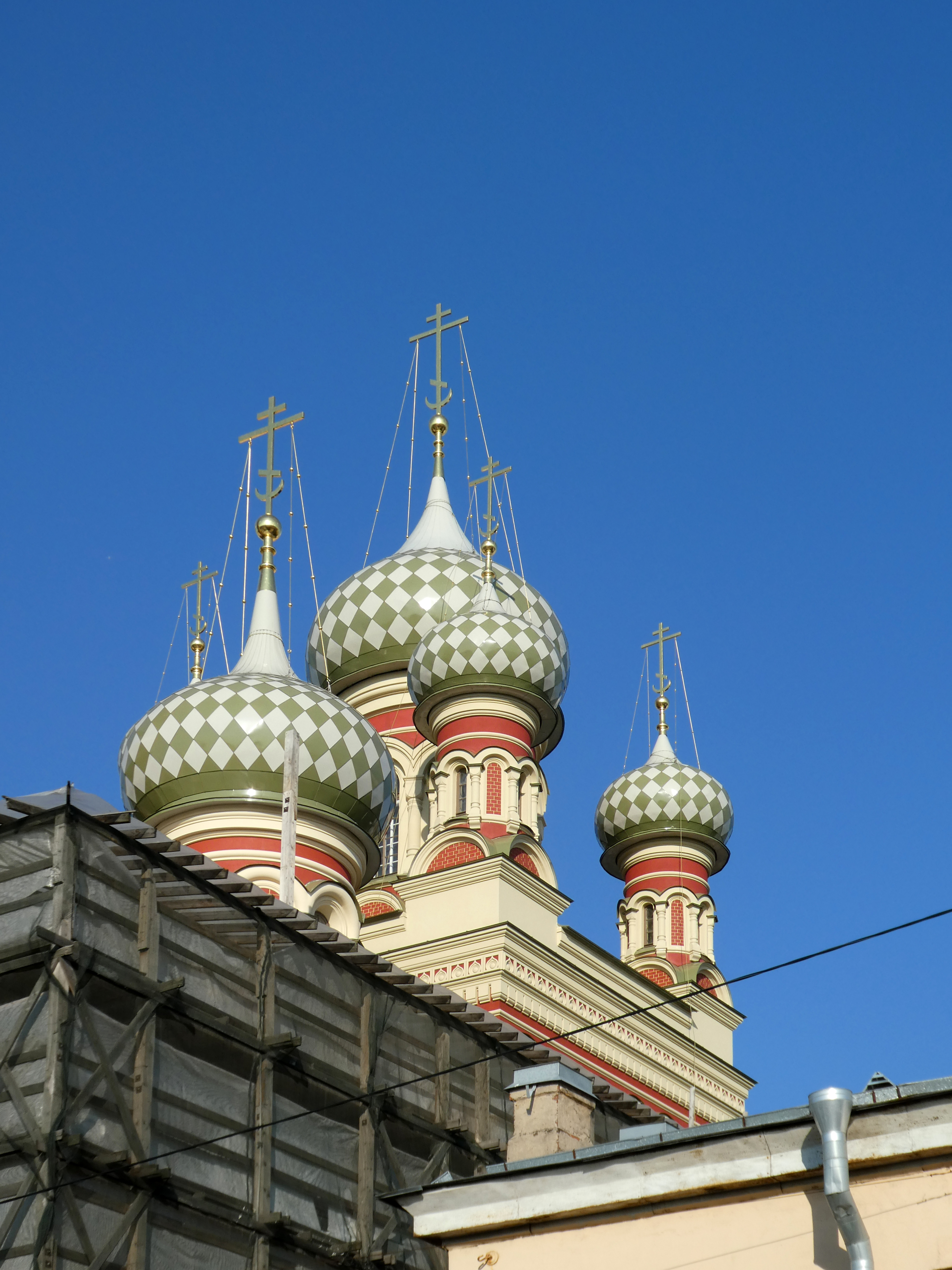
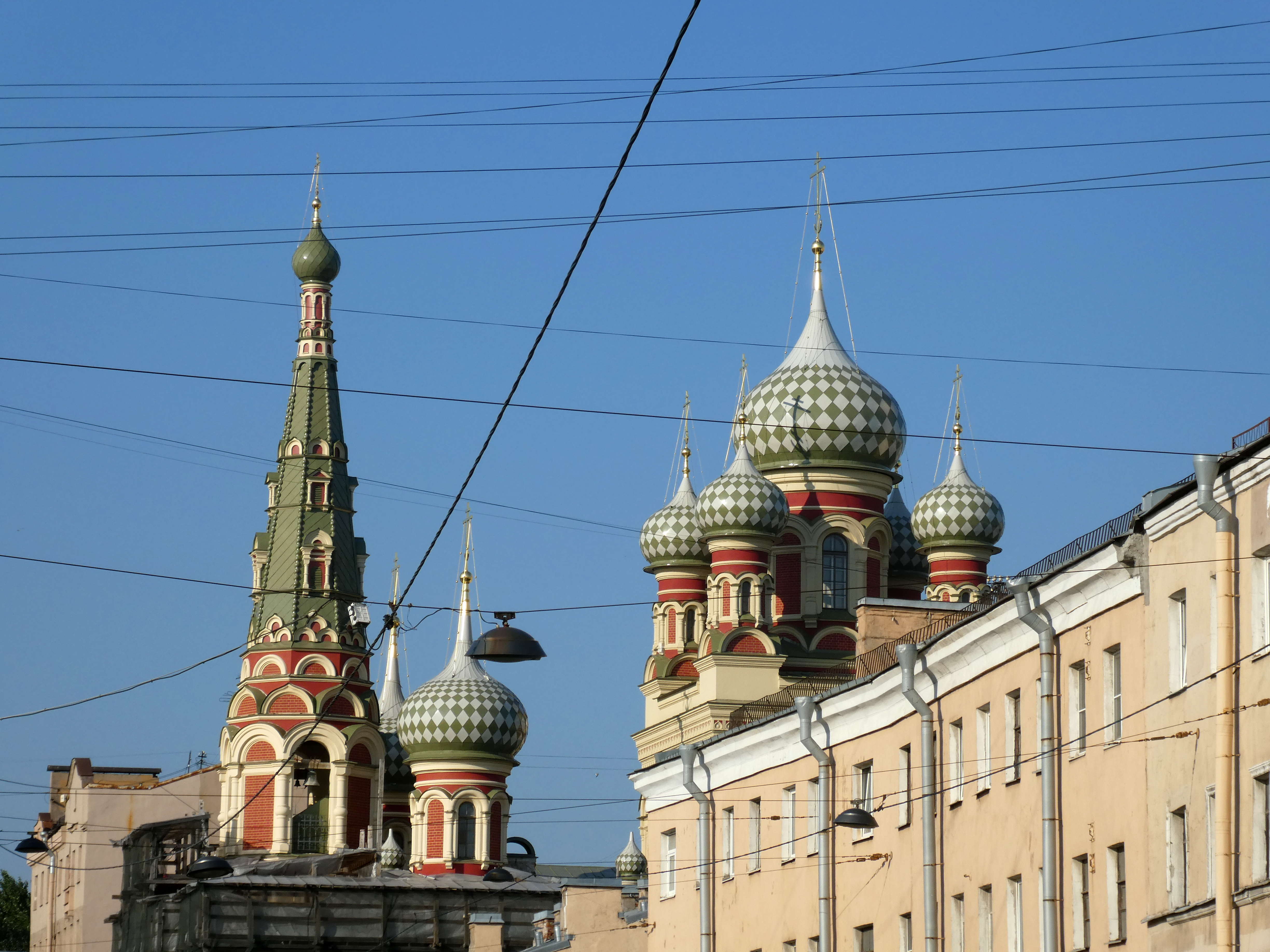
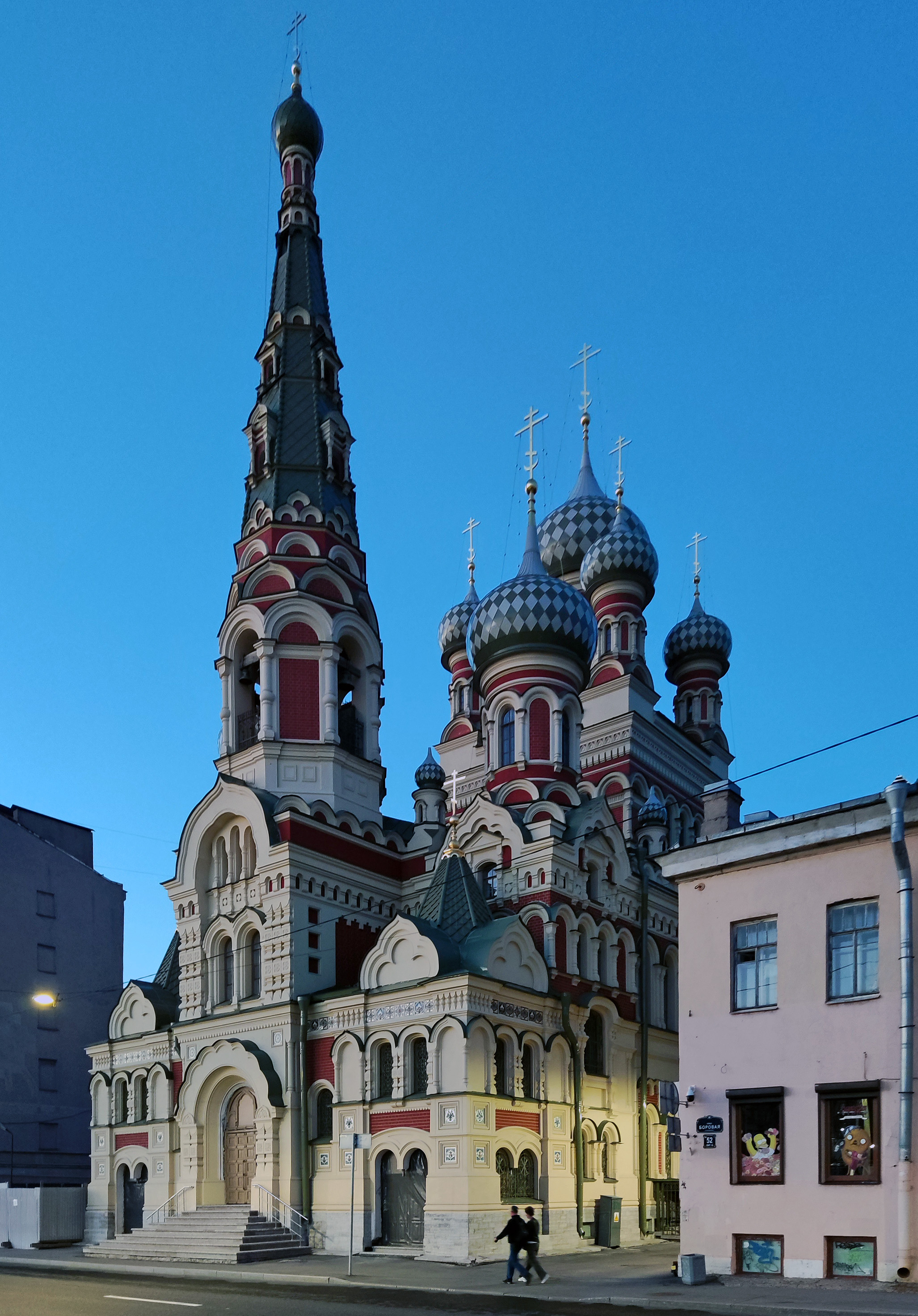